# Worławki (Górowo Iławeckie)
Worławki (deutsch Worlack) ist ein Ort in der polnischen Woiwodschaft Ermland-Masuren und gehört zur Landgemeinde Górowo Iławeckie (Landsberg) im Powiat Bartoszycki (Kreis Bartenstein, bis 1945 zum Kreis Preußisch Eylau in Ostpreußen).

## Geographische Lage
Worławki liegt im Nordwesten der Woiwodschaft Ermland-Masuren, 18 Kilometer südwestlich der heute auf russischem Hoheitsgebiet gelegenen früheren Kreisstadt Preußisch Eylau (russisch Bagrationowsk) bzw. 25 Kilometer westlich der jetzigen Kreismetropole Bartoszyce (deutsch Bartenstein).

## Geschichte
Das seinerzeitige Worlauken wurde 1339 erstmals erwähnt. Nach 1339 nannte man den Gutsort mit dem sehr großen Park Wurlauken und vor 1785 Worlack.
Im Jahre 1874 wurde der Gutsbezirk Worlacken in den neu gebildeten Amtsbezirk Buchholz (polnisch Bukowiec) im ostpreußischen Kreis Preußisch Eylau, Regierungsbezirk Königsberg, aufgenommen. 97 Einwohner zählte Worlack im Jahre 1910.
Am 30. September 1928 verlor Worlack seine Eigenständigkeit und wurde in die Landgemeinde Buchholz eingegliedert.
Seit der Abtretung des gesamten südlichen Ostpreußen an Polen im Jahre 1945 trägt Worlack die polnische Namensform „Worławki“. Der Ort gehört jetzt zum Verbund der Gmina Górowo Iławeckie (Landgemeinde Landsberg) im Powiat Bartoszycki (Kreis Bartenstein), von 1975 bis 1998 der Woiwodschaft Olsztyn, seither der Woiwodschaft Ermland-Masuren zugeordnet.

## Religion
Bis 1945 war Worlack in die evangelische Kirche Buchholz (Ostpreußen) in der Kirchenprovinz Ostpreußen der Kirche der Altpreußischen Union eingegliedert.
Zu dieser jetzt nach Johannes dem Täufer benannten Kirche gehört nun die römisch-katholische Bevölkerung von Worławki. Sie ist eine Filialkirche der Pfarrei Kandyty (Canditten/Kanditten) im Erzbistum Ermland.

## Verkehr
Worławki liegt an der verkehrsreichen Woiwodschaftsstraße 512, die – einst von Friedland (russisch Prawdinsk) kommend – von der russisch-polnischen Staatsgrenze über Bartoszyce (Bartenstein) und Górowo Iławeckie (Landsberg) bis nach Pieniężno (Mehlsack) führt.
Ein Bahnanschluss besteht nicht.

## Persönlichkeit
- Wilhelm Strüvy (1886–1962), deutscher Offizier, Landwirt und Agrarpolitiker, war bis 1945 der letzte Gutsbesitzer auf Worlack